# Eduard Loerbroks
Eduard Loerbroks (* 23. März 1814 in Soest; † 30. August 1872 in Hamm) war ein deutscher Kommunalpolitiker.

## Leben
Eduard Loerbroks wurde als zweites von zehn Kindern der Eheleute Justizkommissar und Notar Georg Wilhelm-Florens Loerbroks (1780 – 1845) und Maria  Elisabeth  Sophie Schulenburg (1792 – 1867) in  Soest geboren.
Er studierte an der Universität Bonn. 1835 wurde er dort Mitglied des Corps Guestphalia. Nach Abschluss des Studiums ließ er sich in Hamm nieder und war dort von 1843 bis 1856 Bürgermeister. Sein Nachfolger im Bürgermeisteramt wurde Emil Tiemann. Seit 1846 war er mit Bertha Walther (1824–1892) verheiratet.

## Familie
Eduards Bruder Otto Loerbroks (1824–1870) ist der Vater des Reichsgerichtsrat Otto Loerbroks (1870–1941). 

Eduard ist der Großvater des Richters Hermann Loerbroks (1883–1954).
Die Familie Loerbroks sind Nachfahren von Johann Loerbrockhausen, dessen Sohn Kasper Loerbrockhausen Lehnsträger auf dem Schulzengut Loerbrokhausen / Loerbrocks war.